# Gaston du Bousquet
Jean Gaston du Bousquet (* 20. August 1839 in Lüttich; † 24. März 1910 in Paris) war ein französischer Ingenieur.

## Leben
Du Bousquet war Zeichner im Ingenieur-Büro Fives-Lille und Lokomotiv-Konstrukteur. 1872 wurde er Dozent an der École Centrale de Lille des Institut industriel du Nord. 1890 wurde er Chefingenieur für Zugförderung der Compagnie des chemins de fer du Nord. Er kooperierte erfolgreich mit Alfred de Glehn und Édouard Beugniot der Elsässischen Maschinenbau-Gesellschaft Grafenstaden. Gemeinsam wurde 1886 eine Verbunddampflokomotive für schwere Güterzüge entwickelt, die ab 1890 in großer Zahl gebaut wurde und als Du-Bousquet-Lokomotive weltweite Verbreitung fand.
Auf der Exposition Universelle 1894 in Antwerpen wurde du Bousquet mit einer Goldmedaille ausgezeichnet. Im gleichen Jahr wurde er Präsident der Französischen Gesellschaft der Zivilingenieure. 1897 wurde er zum Offizier der Ehrenlegion ernannt.